# 佐藤一彦 (工学者)
佐藤 一彦（さとう かずひこ、1942年 - 2025年4月27日）は、日本の工学者。工学博士（北海道大学）。専門は資源開発工学。室蘭工業大学名誉教授、元学長。

## 略歴
北海道出身。1965年室蘭工業大学工学部鉱山工学科卒業。1967年室蘭工業大学大学院工学研究科開発工学専攻修士課程修了。1968年北海道大学工学部助手。1979年北海道大学工学部専任講師。1980年室蘭工業大学工学部助教授。1984年室蘭工業大学工学部教授。工学部長や大学院工学研究科長などを務めた。2008年室蘭工業大学停年退官。室蘭工業大学名誉教授。2009年-2015年室蘭工業大学学長。
2025年4月27日、間質性肺炎のため死去。82歳没。

## 受賞歴
- 日本鉱業会奨励賞（1977年）
- 日本鉱業会論文賞（1983年、1984年）
- 瑞宝中綬章（2018年）[2]

## 主な業績
- 板倉賢一共著『採掘域で発生する微小地震の震源過程』（日本鉱業会誌 102巻1183号、1986年）
- 浅井秀明ほか共著『円周軌道切削における岩石の切削抵抗--ディスクカッタによる岩石の切削に関する研究1』（資源と素材 108巻7号、1992年）
- 『円周軌道切削における最適切削条件および最大切削抵抗--ディスクカッタによる岩石の切削に関する研究2』（資源と素材 108巻12号、1992年）
- 浅井秀明ほか共著『TBMゲ-ジカッタに作用する切削抵抗--ディスクカッタによる岩石切削に関する研究3』（資源と素材 110巻4号、1994年）
- 浅井秀明ほか共著『TBMゲ-ジカッタに作用する切削抵抗の抑制方法について--ディスクカッタによる岩石切削に関する研究4』（資源と素材 110巻11号、1994年）
- 浅井秀明ほか共著『ディスクカッタが受ける6成分の外力と軸受荷重--ディスクカッタによる岩石の切削に関する研究5』（資源と素材 110巻14号、1994年）
- 『ホイールローダの積み込み行程の自動化に関する研究--知能化ホイールローダ実験機の開発』（石灰石 324号、2003年）